# (17427) Poe
(17427) Poe est un astéroïde de la ceinture principale.

## Description
(17427) Poe est un astéroïde de la ceinture principale. Il fut découvert par Eric Walter Elst le 4 février 1989 à l'ESO. Il présente une orbite caractérisée par un demi-grand axe de 3,55 UA, une excentricité de 0,097 et une inclinaison de 10,82° par rapport à l'écliptique.
Il fut nommé en hommage à l'écrivain américain  Edgar Allan Poe (1809-1849).

## Compléments